# Martin Scorsese
Martin Luciano Scorsese, ameriški filmski režiser in igralec, * 17. november, 1942, New York.
Scorsesejevi filmi se ukvarjajo s temami, kot so italo-ameriška identiteta, katoliško dojemanje krivde in odpuščanja, mačizem in nasilje v ameriški družbi. Scorsese je eden najvplivnejših režiserjev svojega časa. Za režijo filma Dvojna igra je prejel Oskarja, pred tem pa je bil nominiran še petkrat.

## Filmografija (kot režiser)
- 1967: Veliko britje (kratki)
- 1967: Kdo trka na moja vrata
- 1970: Street Scenes (dokumentarni)
- 1972: Nevarno dekle
- 1973: Ulice zla
- 1974: Italianamerican (dokumentarni)
- 1974: Alice ne živi več tukaj
- 1976: Taksist
- 1977: New York, New York
- 1978: American Boy: A Profile of Steven Prince (dokumentarni)
- 1978: Zadnji valček (dokumentarni)
- 1980: Pobesneli bik
- 1983: Kralj komedije
- 1985: Idiotska noč
- 1986: Barva denarja
- 1988: Zadnja Kristusova skušnjava
- 1989: Zgodbe iz New Yorka (segment »Življenjski nauki«)
- 1990: Dobri fantje
- 1991: Rt strahu
- 1993: Čas nedolžnosti
- 1995: Kasino
- 1995: A Personal Journey with Martin Scorsese Through American Movies (dokumentarni)
- 1997: Kundun
- 1999: Moje potovanje po Italiji (dokumentarni)
- 1999: Med življenjem in smrtjo
- 2002: Tolpe New Yorka
- 2004: Letalec
- 2005: Brez poti domov Bob Dylan (dokumentarni)
- 2006: Dvojna igra
- 2007: Shine a Light (dokumentarni)
- 2010: Zlovešči otok
- 2013: Volk z Wall Streeta
- 2016: Molk
- 2019: Irec

## Izbrana filmografija (kot igralec)
- 1973: Ulice zla (cameo)
- 1976: Taksist
- 1986: Okoli polnoči
- 1990: Sanje
- 1994: Kviz
- 1999: Muza (kot on sam)
- 2004: Kraljestvo morskega psa